# کابینه ایالات متحده آمریکا

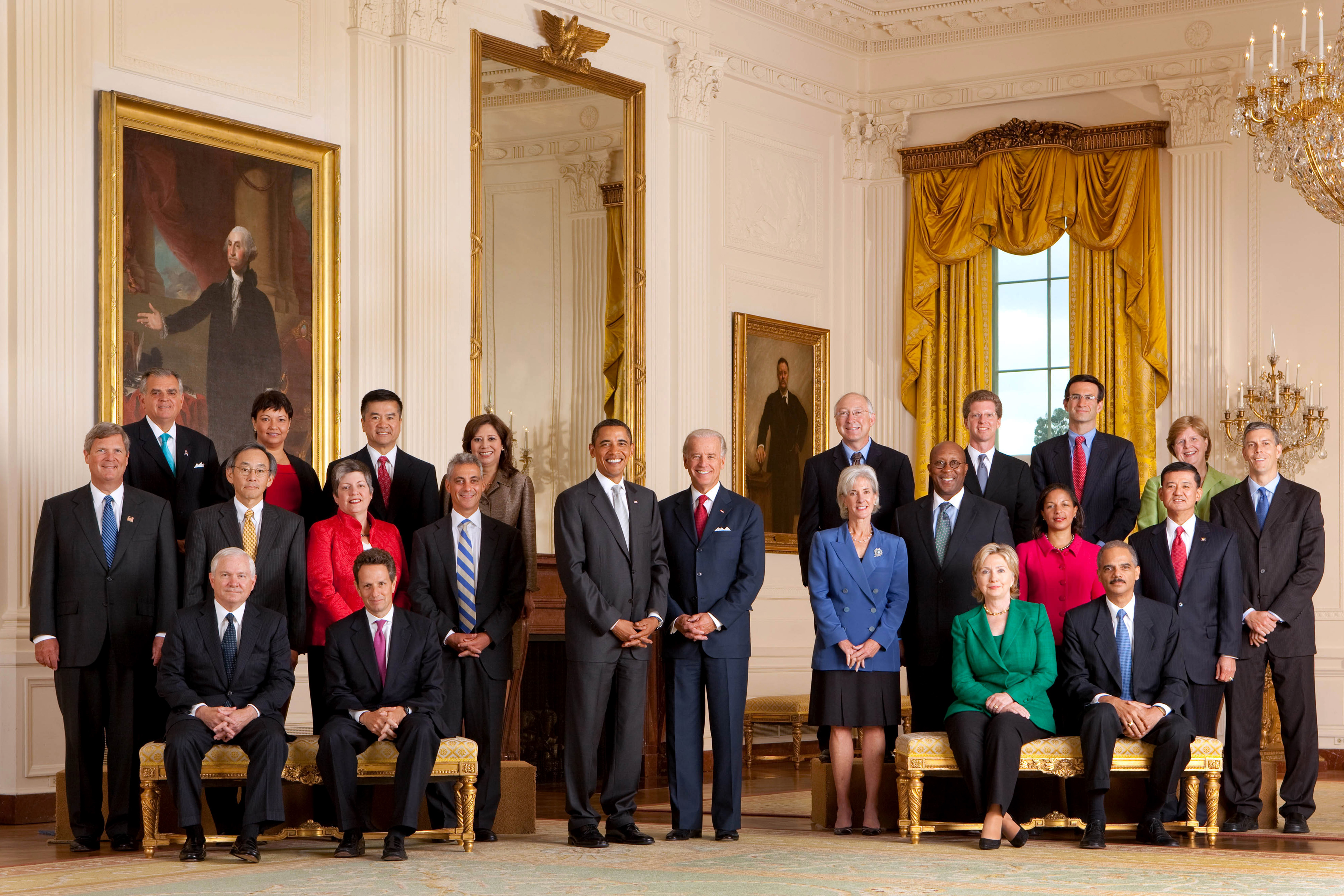
کابینه اول باراک اوباما، رئیس سابق جمهوری آمریکا، در اتاق شرقی سال ۲۰۰۹

کابینه ایالات متحده آمریکا (به انگلیسی: United States Cabinet) شامل وزارتخانه‌ها و آژانس‌های فدرال است. رئیس‌جمهور عضوی از کابینه محسوب نمی‌شود، اما معاون رئیس‌جمهور از اعضای آن است.

## فهرست وزارت‌خانه‌ها

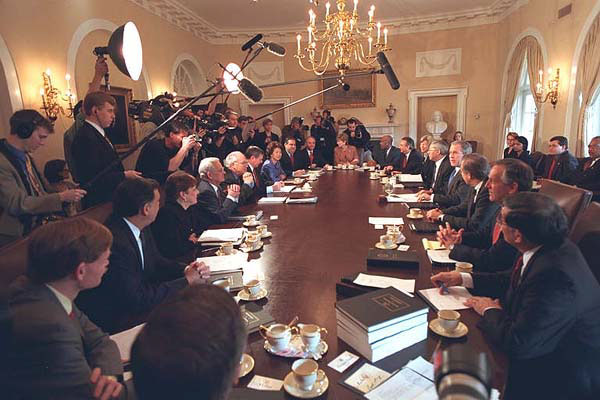
یکی از جلسات هیئت دولت جرج بوش

در حال حاضر هیئت دولتٔ آمریکا از ۱۵ وزارتخانه تشکیل می‌شود.
- وزارت امورخارجه ایالات متحده آمریکا (تأسیس ۱۷۸۹)
- وزارت خزانه داری ایالات متحده آمریکا (تأسیس ۱۷۸۹)
- وزارت دفاع ایالات متحده آمریکا (تأسیس ۱۹۴۷)
- دادستان کل ایالات متحده آمریکا یا وزارت دادگستری ایالات متحده آمریکا (تأسیس ۱۷۸۹)
- وزارت کشور ایالات متحده آمریکا (تأسیس ۱۸۴۹)
- وزارت کشاورزی ایالات متحده آمریکا (تأسیس ۱۸۸۹)
- وزارت بازرگانی ایالات متحده آمریکا (تأسیس ۱۹۱۳)
- وزارت کار ایالات متحده آمریکا (تأسیس ۱۹۱۳)
- وزارت مسکن و توسعه شهری ایالات متحده آمریکا (تأسیس ۱۹۶۶)
- وزارت ترابری ایالات متحده آمریکا (تأسیس ۱۹۶۶)
- وزارت نیرو ایالات متحده آمریکا (تأسیس ۱۹۷۷)
- وزارت بهداشت و خدمات انسانی ایالات متحده آمریکا (تأسیس ۱۹۷۹)
- وزارت آموزش ایالات متحده آمریکا (تأسیس ۱۹۷۹)
- وزارت امور سربازان از جنگ بازگشته ایالات متحده آمریکا (تأسیس ۱۹۸۹)
- وزارت امنیت داخلی ایالات متحده آمریکا (تأسیس ۲۰۰۲)

## کابینه کنونی ایالات متحده آمریکا
اعضای کابینه دونالد ترامپ به ترتیب رتبه بر اساس خط جانشینی ریاست جمهوری ایالات متحده فهرست شده‌اند:
| دومین کابینه رئیس‌جمهور دونالد ترامپ | دومین کابینه رئیس‌جمهور دونالد ترامپ                        | دومین کابینه رئیس‌جمهور دونالد ترامپ                                                                                       | دومین کابینه رئیس‌جمهور دونالد ترامپ                  |
| --- | ---------------------------------------------------------- | --- | ---------------------------------------------------- |
| Elected to office – all other cabinet members serve at the pleasure of the president Yet to be confirmed by the Senate Serving in an acting capacity به تأیید سنا نیاز ندارد |                                                            | |                                                      |
| سمت معرفی شده در / رای اعتماد گرفته | متصدی                                                      | سمت معرفی شده در / رای اعتماد گرفته                                                                                       | متصدی                                                |
| معاون رئیس‌جمهور ایالات متحده آمریکا در ۱۵ ژوئیه ۲۰۲۴ معرفی شد. در ۵ نوامبر ۲۰۲۴ انتخاب شد. در ۲۰ ژانویه ۲۰۲۵ قدرت را به دست خواهد گرفت.                                      | سناتور ایالات متحده جی‌دی ونس از اوهایو                     | وزیر امور خارجه ایالات متحده آمریکا معرفی شده در ۱۳ نوامبر ۲۰۲۴ مقام خود را در ۲۰ ژانویه ۲۰۲۵ بر عهده گرفت                | سناتور ایالات متحده مارکو روبیو از فلوریدا           |
| وزارت خزانه داری ایالات متحده آمریکا معرفی شده در ۱۲ نوامبر ۲۰۲۴ مقام خود را در ۲۸ ژانویه ۲۰۲۵ بر عهده گرفت                                                                  | سرمایه گذار آمریکایی اسکات بسنت از کانوی (کارولینای جنوبی) | وزارت دفاع ایالات متحده آمریکا معرفی شده در ۱۲ نوامبر ۲۰۲۴ مقام خود را در ۲۵ ژانویه ۲۰۲۵ بر عهده گرفت                     | Major پیت هگست از مینه سوتا                          |
| Attorney General Announced November 13, 2024 Assumed office TBD | Former U.S. Representative Matt Gaetz from Florida         | Secretary of the Interior Announced TBD Assumed office TBD                                                                | TBD from TBD                                         |
| Secretary of Agriculture Announced TBD Assumed office TBD | TBD from TBD                                               | Secretary of Commerce Announced TBD Assumed office TBD                                                                    | TBD from TBD                                         |
| Secretary of Labor Announced TBD Assumed office TBD | TBD from TBD                                               | Secretary of Health and Human Services Announced TBD Assumed office TBD                                                   | TBD from TBD                                         |
| Secretary of Housing and Urban Development Announced TBD Assumed office TBD                                                                                                  | TBD from TBD                                               | Secretary of Transportation Announced TBD Assumed office TBD                                                              | TBD from TBD                                         |
| Secretary of Energy Announced TBD Assumed office TBD | TBD from TBD                                               | Secretary of Education Announced TBD Assumed office TBD                                                                   | TBD from TBD                                         |
| Secretary of Veterans Affairs Announced TBD Assumed office TBD | TBD from TBD                                               | Secretary of Homeland Security معرفی شده در ۱۲ نوامبر ۲۰۲۴ مقام خود را در ۲۵ ژانویه ۲۰۲۵ برعهده گرفت                      | Governor Kristi Noem of South Dakota                 |
| Cabinet-level officials |                                                            | |                                                      |
| Office Date announced/confirmed | Designee                                                   | Office Date announced/confirmed                                                                                           | Designee                                             |
| White House Chief of Staff معرفی شده در ۷ نوامبر ۲۰۲۴ Assuming مقام خود را در ۲۰ ژانویه ۲۰۲۵ بر عهده گرفت                                                                    | Political consultant Susie Wiles from Florida              | Administrator of the Environmental Protection Agency Announced November 11, 2024 Assumed office TBD                       | Former U.S. Representative Lee Zeldin from New York  |
| Director of the Office of Management and Budget Announced TBD Assumed office TBD                                                                                             | TBD from TBD                                               | Director of National Intelligence Announced November 13, 2024 Assumed office TBD                                          | Former U.S. Representative Tulsi Gabbard from Hawaii |
| Director of the Central Intelligence Agency Announced November 12, 2024 Assumed office TBD                                                                                   | Former Intelligence Director John Ratcliffe from Texas     | United States Trade Representative Announced TBD Assumed office TBD                                                       | TBD from TBD                                         |
| Ambassador to the United Nations Announced November 10, 2024 Assumed office TBD                                                                                              | U.S. Representative Elise Stefanik from New York           | Chair of the Council of Economic Advisers Announced TBD Assumed office TBD                                                | TBD from TBD                                         |
| Administrator of the Small Business Administration Announced TBD Assumed office TBD                                                                                          | TBD from TBD                                               | Science Advisor to the President Director of the Office of Science and Technology Policy Announced TBD Assumed office TBD | TBD from TBD                                         |

## وزارتخانه‌های منحل شده
وزارت جنگ (تأسیس ۱۷۸۹) در سال ۱۹۴۷ به وزارت دفاع ایالات متحده آمریکا تغییر نام یافت
وزارت دریاداری (تأسیس ۱۷۸۹) در سال ۱۹۴۷ در وزارت دفاع ایالات متحده آمریکا ادغام شد
وزارت بازرگانی و کار (تأسیس ۱۹۰۳) در سال ۱۹۱۳ به دو وزارتخانه بازرگانی و کار تقسیم شد.
وزارت بهداشت آموزش و رفاه (تأسیس ۱۹۵۳) در سال ۱۹۷۹ به دو وزارتخانه بهداشت و خدمات انسانی و همچنین آموزش تقسیم شد.

## برخی سازمانهای مهم وابسته دولتی
- آژانس حفاظت محیط زیست ایالات متحده آمریکا EPA
- اداره مواد غذائی و داروئی ایالات متحده آمریکا FDA
- کمیسیون ساماندهی هسته‌ای NRC
- موسسات ملی بهداشت ایالات متحده آمریکا NIH
- بنیاد ملی علوم آمریکا NSF
- سازمان ملی اقیانوسی و جوی NOAA
- فدرال رزرو: بانک مرکزی آمریکا

## نگارخانه

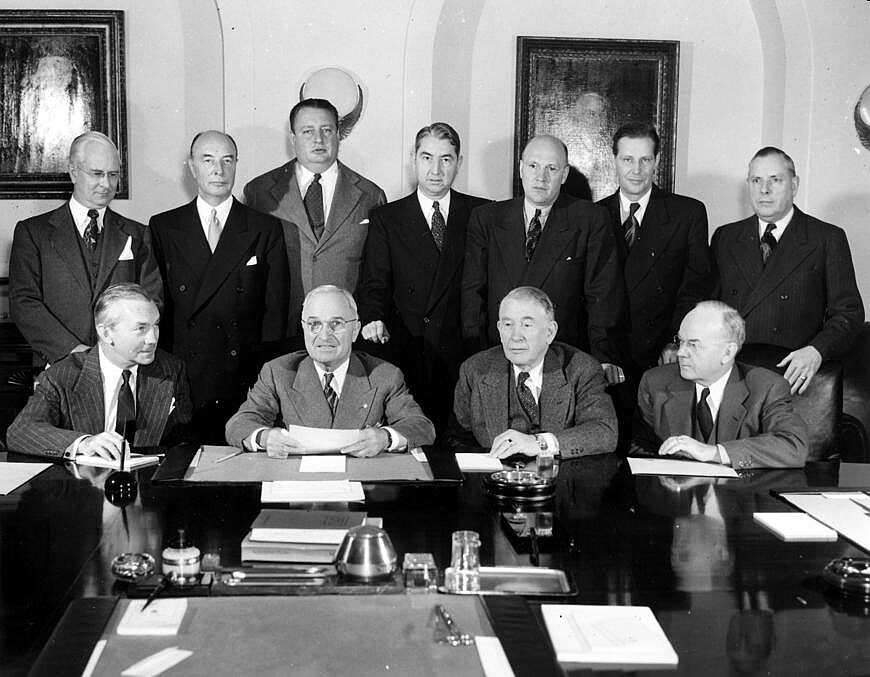
کابینه دولت هری اس. ترومن در سال ۱۹۴۷

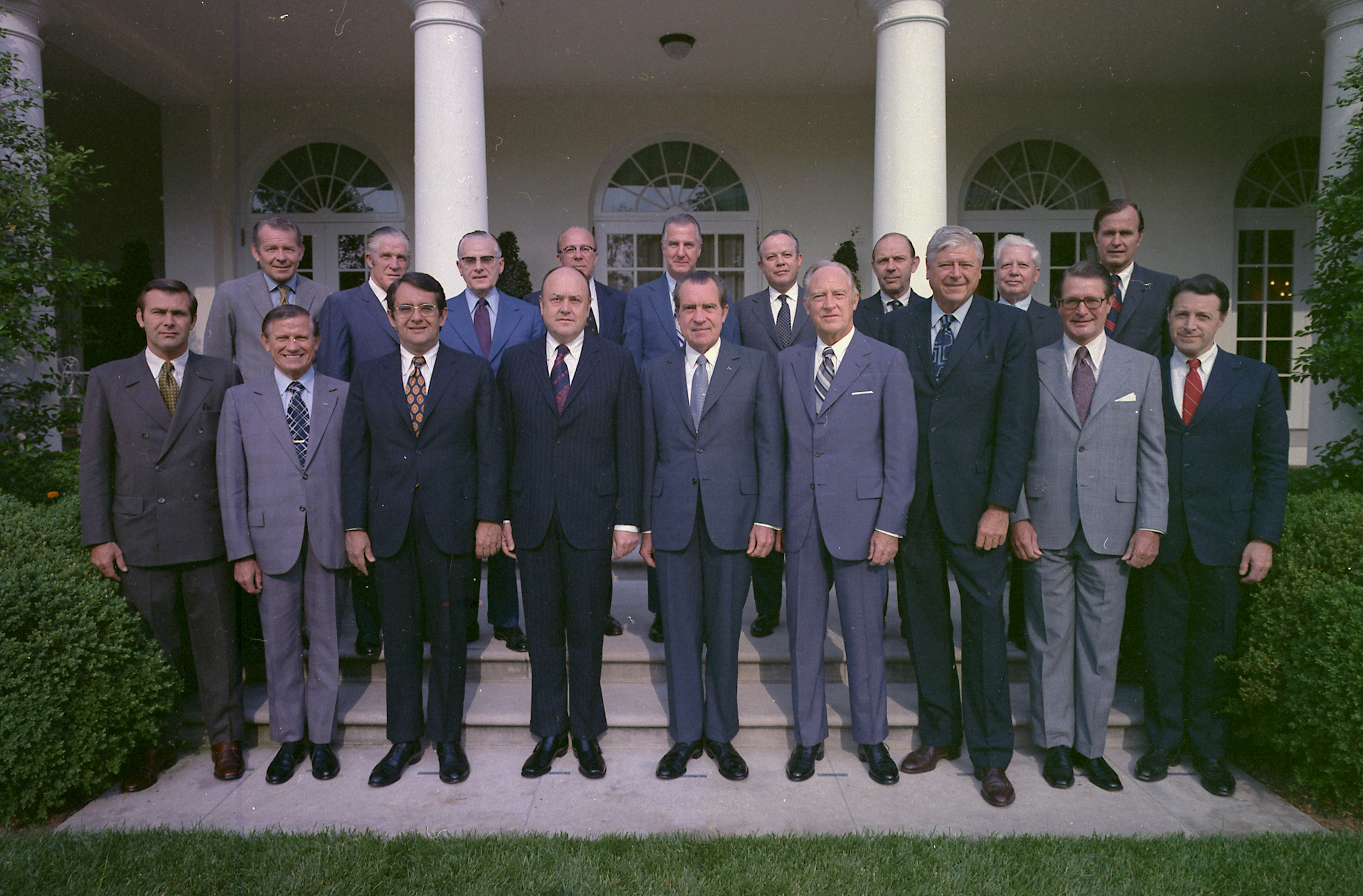
کابینه دولت ریچارد نیکسون در سال ۱۹۷۲

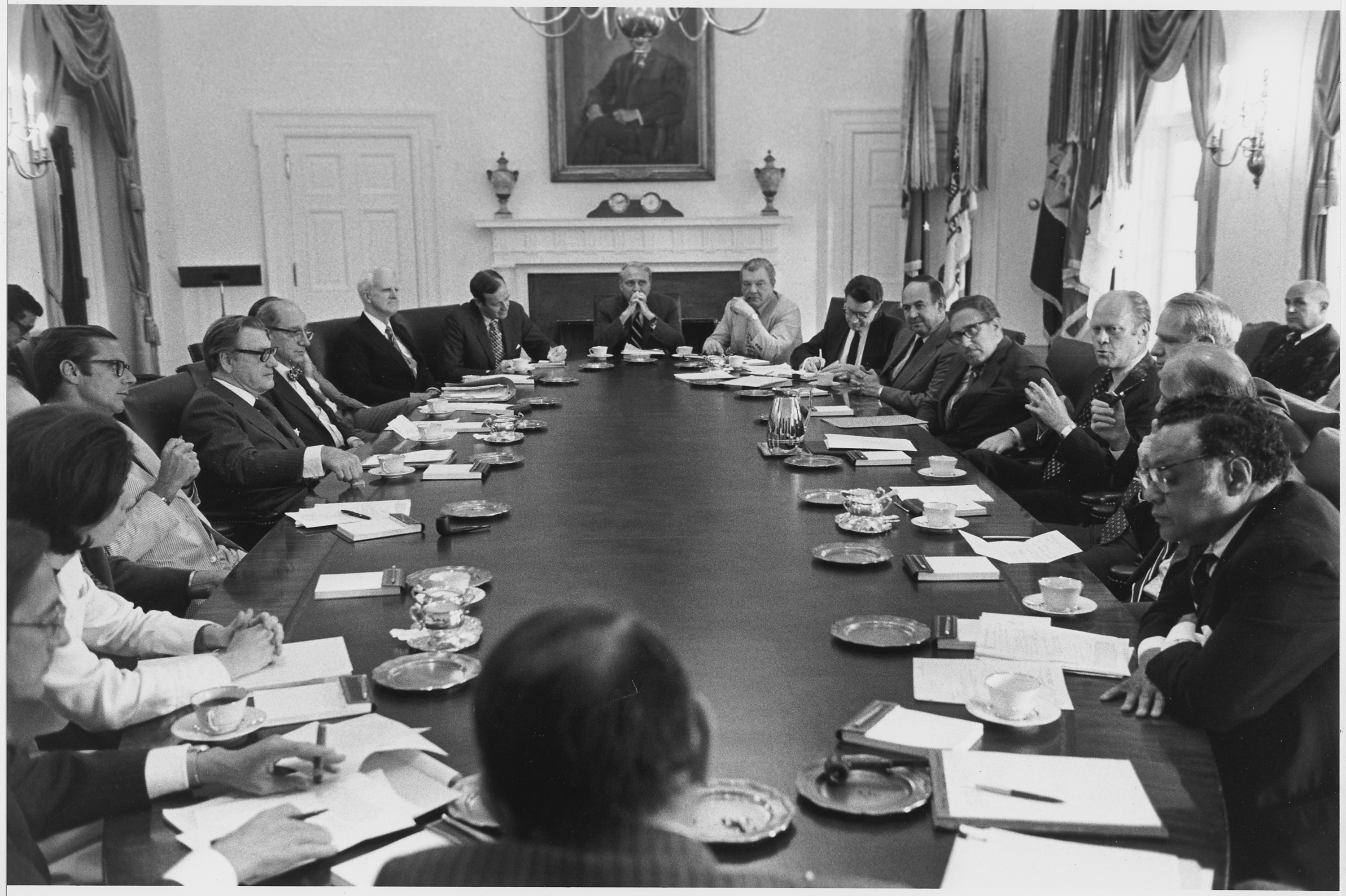
کابینه دولت جرالد فورد در سال ۱۹۷۵

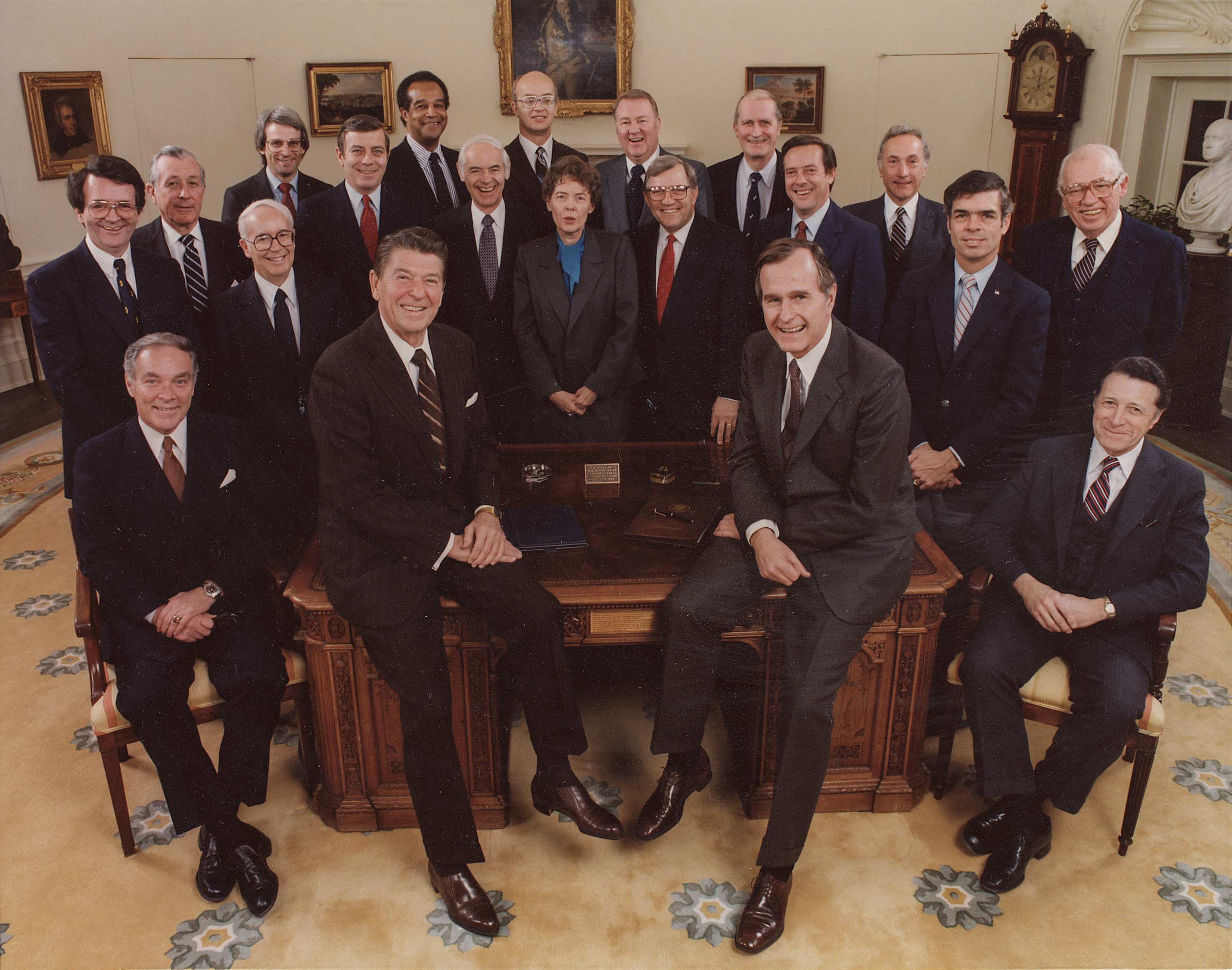
کابینه دولت رونالد ریگان در سال ۱۹۸۱

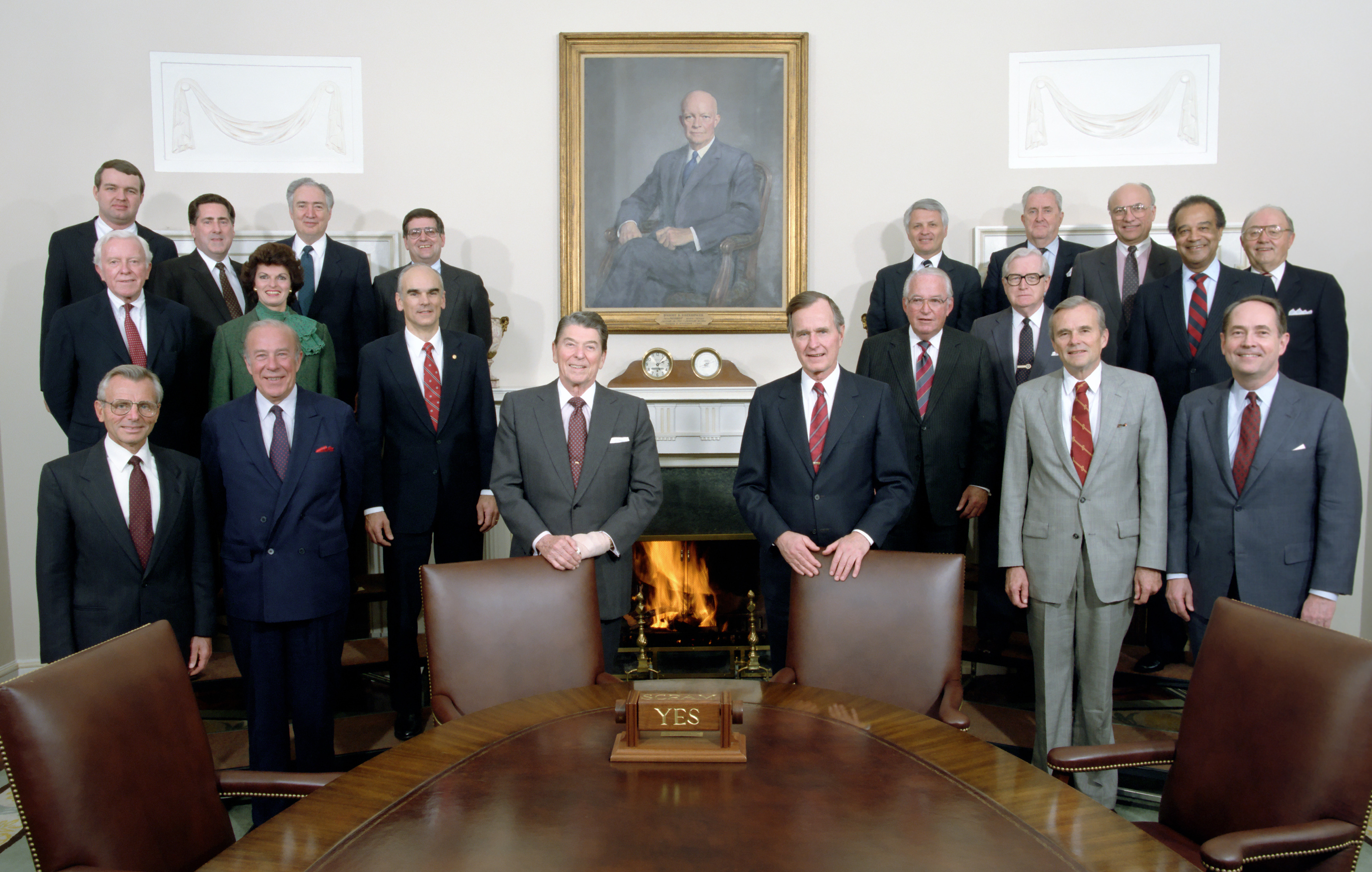
کابینه دولت رونالد ریگان در سال ۱۹۸۹

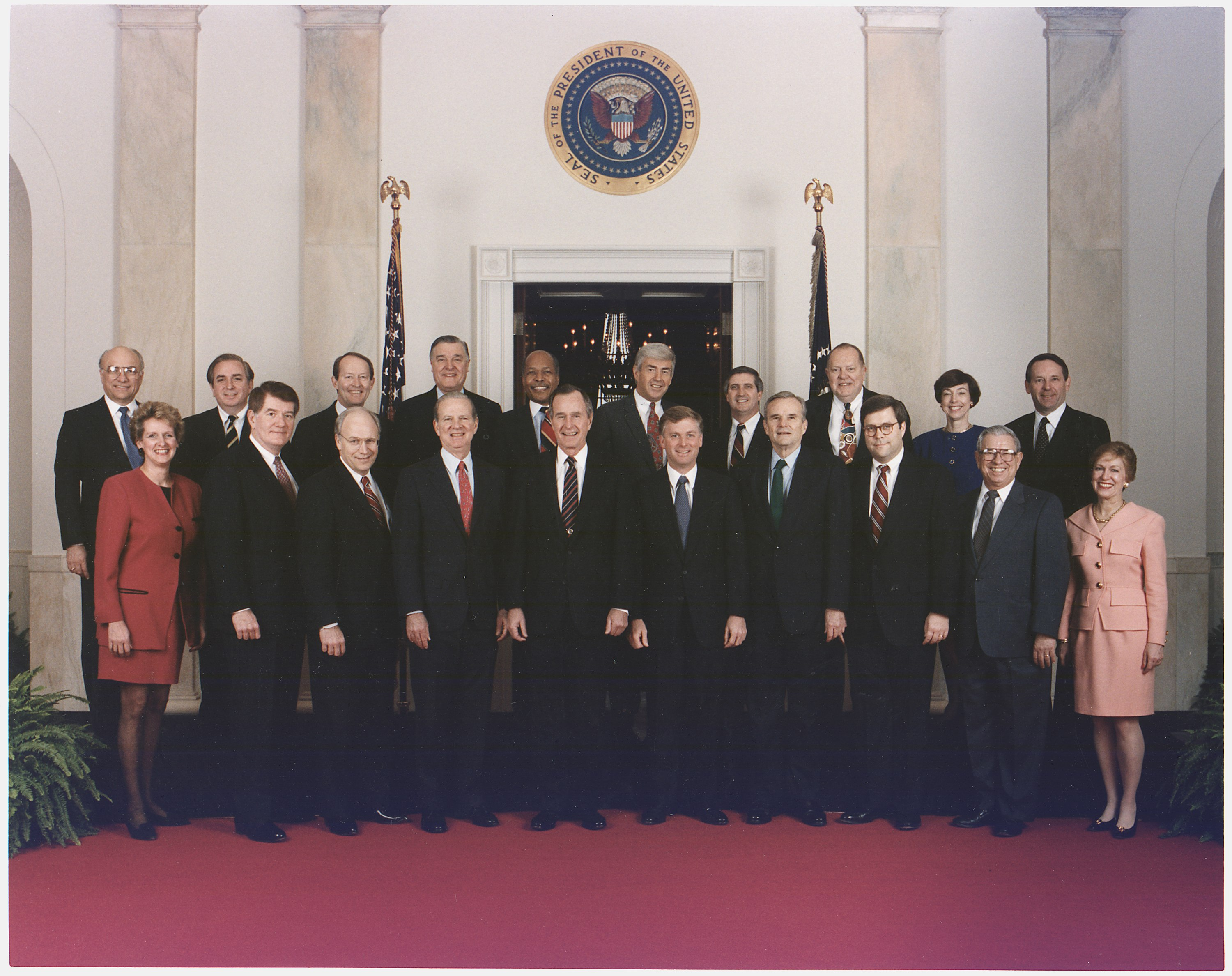
کابینه دولت جرج اچ. دابلیو. بوش در سال ۱۹۹۲

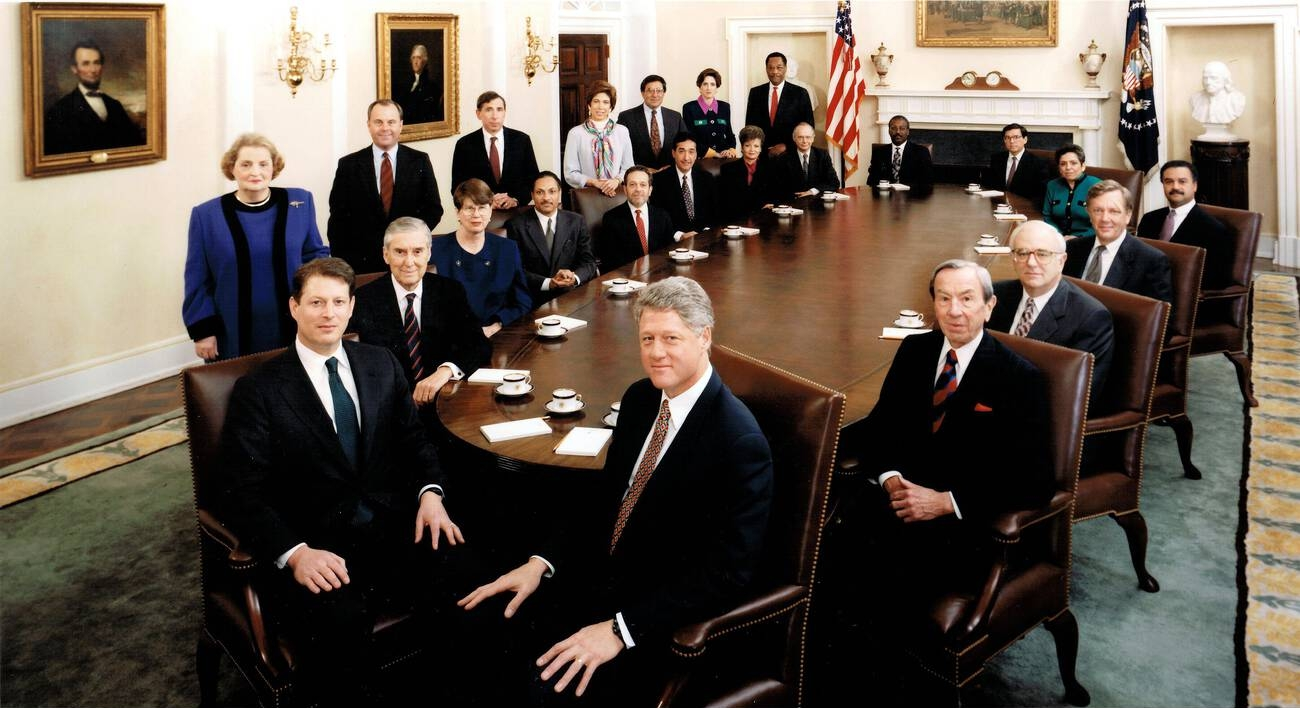
کابینه دولت بیل کلینتون در سال ۱۹۹۳

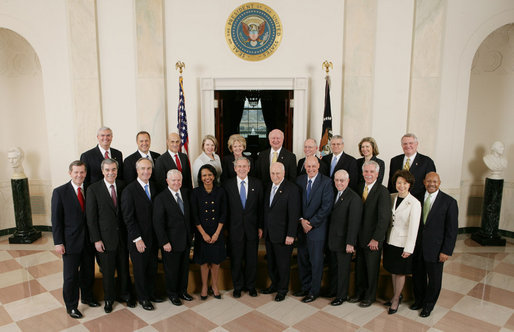
کابینه دولت جرج دابلیو. بوش در سال ۲۰۰۸

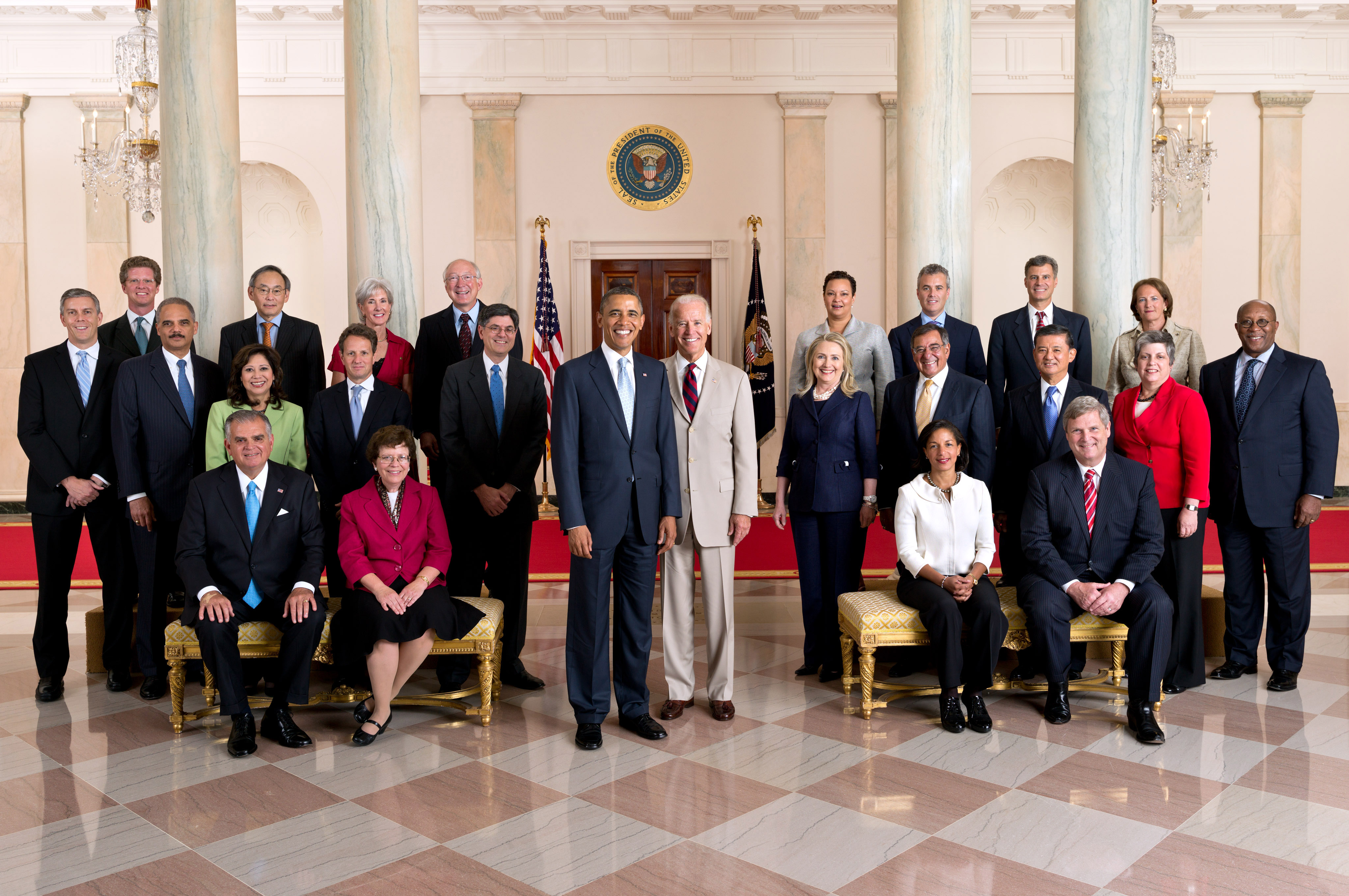
کابینه دولت باراک اوباما در سال ۲۰۱۲

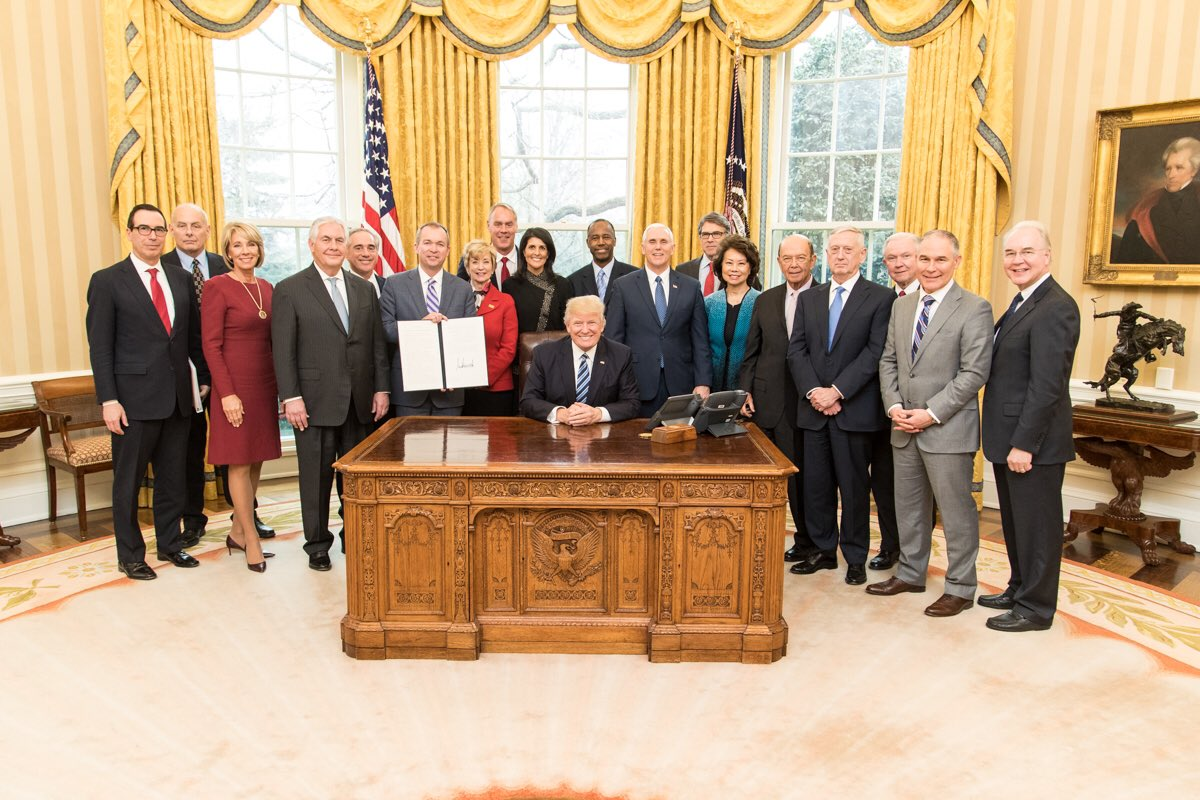
کابینه دولت دونالد ترامپ در دوره اول ریاست جمهوری در سال ۲۰۱۷

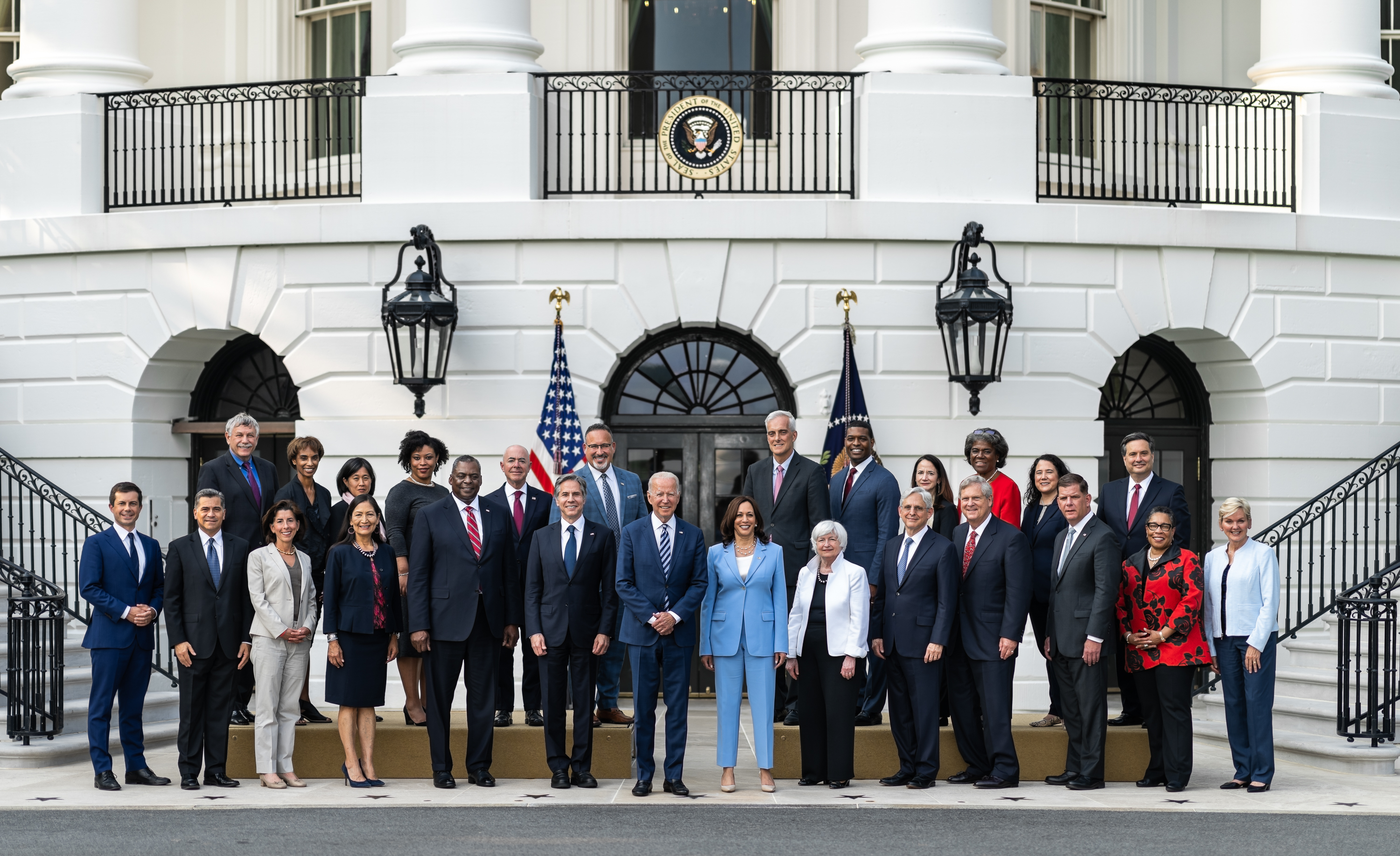
کابینه دولت جو بایدن در سال ۲۰۲۱

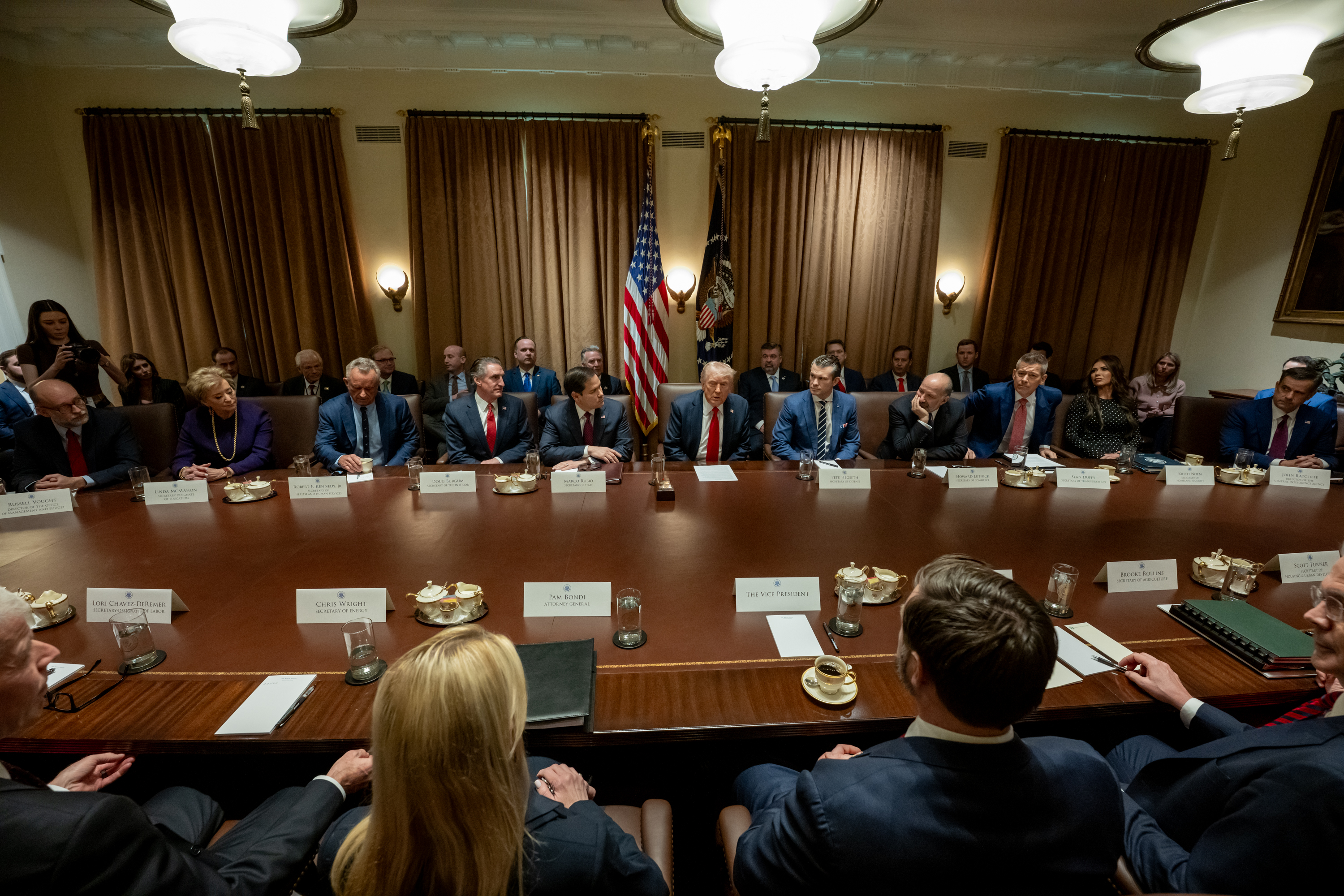
کابینه دولت دونالد ترامپ در دوره دوم ریاست جمهوری در سال ۲۰۲۵